# Hommelette for Hamlet
Hommelette for Hamlet, Operetta Inqualificabile, è una versione dell'Amleto diretta e interpretata da Carmelo Bene. Anche questa versione dell'Amleto, come quella filmica del 1972 e televisiva del 1974, e tante altre teatrali, sono una rivisitazione e una specie di mélange delle rispettive opere di William Shakespeare e Jules Laforgue. Il riferimento comunque è alla IV edizione del 1987.

## Caratteristiche della versione
Oltre che, come al solito, trarre spunto da Shakespeare e Jules Laforgue, questa versione include anche altre figure come la beata Ludovica Albertoni, gli angeli, un certo Will (William), mentre tutte le sequenze sceniche sono ambientate in un cimitero. Il re è interpretato da un baritono e ci sono a volte sezione di canto e di musica lirica. Questa versione, molto più laforghiana, ha l'incipit che inizia con i versi...
Felicità Felicità maniaca,
che faremo io della mia anima,
lei della sua gioventù cagionevole?
Sparita è quasi completamente la figura di Ofelia. La scena cimiteriale è caratterizzata dalla sua monumentalità, costituita dai sepolcri e dalle statue. Le figure femminili e gli angeli assumono il colore del marmo bianco, sia nelle pieghe delle vesti che nelle parti del corpo, compreso i volti. Le figure maschili hanno un aspetto aureo, nei volti specialmente. Il movimento è ridotto al minimo. Permane la figura dello sdegnato Orazio, ma resa in modo più macchiettistica. I nudi di donna, di Kate o della beata Ludovica Albertoni sono privati della sensualità e sono ormai soltanto artistici. La gestualità dei personaggi è molto compassata e lenta. Ci sono delle parti laforghiane in lingua francese come il monologo di La chanson du petit hypertrophique...
[...] J' suis jaune et triste, hélas!
Elle est ros', gaie et belle!
J'entends mon cœur qui bat,
C'est maman qui m'appelle! [...]
Dalla sua bara di marmo scultoreo risponde, sempre in lingua francese, la beata Ludovica Albertoni (evidentemente sostituisce qualcosa di Ofelia). E poi di nuovo Carmelo Bene, ugualmente in francese, sotto le forme di un angelo vendicatore.
Delle vecchie situazioni dei precedenti Amleti resta l'intrallazzo tra il re Claudio e Amleto che si fa pagare a peso d'oro il suo silenzio, lamentandosi a volte del preventivo troppo basso. Altra caratteristica inaspettata è la voce fuori campo di re Claudio che redarguisce: "Cialtrone! Il re defunto era un puttaniere". Al che Amleto esprime il suo dubbio; "Ma questo Amleto è figlio di sua madre?..."
Marina Polla De Luca, l'attrice che interpreta Kate, a volte si intercala nel ruolo della madre di Amleto e in quella di Ofelia.

## Edizioni degli Amleto di Carmelo Bene

### Teatro
- Amleto, da William Shakespeare. Con R. B. Scerrino, C. Sonni, L. Mezzanotte. Roma, Teatro Laboratorio (1961).
- Amleto o le conseguenze della pietà filiale, da William Shakespeare e Jules Laforgue (II edizione). Con A. Bocchetta, P. Napolitano, P. Prete, A. Moroni, L. Mezzanotte, E. Florio, C. Tatò, L. Mancinelli, M. Puratich, M. Nevastri. Roma, Teatro Beat 72 (marzo 1967).
- Amleto, da William Shakespeare e Jules Laforgue (III edizione). Con A. Vincenti, L. Mezzanotte, L. Mancinelli, F. Leo, P. Baroni, B. Buccellato, M. N. de Cristofano, M. Fedele, M. A. Nobencourt, M. L. Serena, M. Tagliaferri, V. Venturini. Scene e costumi di Carmelo Bene. Prato, Teatro Metastasio (settembre 1974).
- Hommelette for Hamlet, operetta inqualificabile da Jules Laforgue (IV edizione). Con U. Trama, M. Polla De Luca, A, Brugnini, S. De Santis, O, Cattaneo, W. Esposito, F. Felici, L. Fiaschi, D. Riboli, A. Zuccolo. Musiche adattate e dirette da Luigi Zito. Scene e costumi di Gino Marotta. Sculture: Gianni Gianese. Bari, Teatro Piccinni (10 novembre 1987).
- Hamlet suite, spettacolo concerto da Jules Laforgue (V edizione). Con M. Chiarabelli, P. Boschi. Arrangiamenti musicali: Carmelo Bene. Scene: Carmelo Bene. Costumi: L. Viglietti. Verona, Teatro Romano, XXXVI Festival Shakesperiano (21 luglio 1994).

### Cinema
- Un Amleto di meno (1973), lungometraggio (70'). Con Carmelo Bene, Luciana Cante, Sergio di Giulio, Franco Leo, Lydia Mancinelli, Luigi Mezzanotte, Isabella Russo, Giuseppe Tuminelli, Alfiero Vincenti. Soggetto liberamente tratto da: Jules Laforgue, Hamlet, ou les suites de le pitié filiale (1877). Musiche: Musorgskij, Quadri di un'esposizione; Rossini, La gazza ladra, Il turco in Italia, L'italiana in Algeri; Stravinskij, L'histoire du soldat; Wagner, Tannhauser.

### Televisione
- Amleto, di Carmelo Bene (da Shakespeare a Laforgue); regia, scene, costumi e interprete[2] principale C. B.; direttore della fotografia G. Abballe; montaggio RVM G. Marguccio; musiche L. Zito; altri interpreti: A. Vincenti, J. P. Boucher, F. Leo, P. Baroni, L. Mezzanotte, D. Silverio, S. Javicoli, L. Bosisio, M. A. Nobencourt, L. Morante, L. Mancinelli, C. Cinieri; delegato alla produzione R. Carlotto; produzione RAI; durata 63'; trasmesso il 22/4/1978, Rai 2.
- Hommelette for Hamlet, operetta inqualificabile (da Jules Laforgue); regia e interprete[2] principale C. B.; scene e costumi Gino Marotta; direttore della fotografia G. Abballe; musiche originali adattate e dirette da L. Zito; sculture G. Gianese; direttore di scena M. Contini; fonico mixer S. Santori; fonico recordista M. Corazzini; altri interpreti: Ugo Trama Il Re, Marina Polla De Luca Kate-Ofelia, Achille Brugnini Orazio Stefania De Santis Beata Ludovica Albertoni-Gertrude, Raffaella Baracchi Gertrude Vladimiro Waiman Angelo-Will, gli angeli: Osvaldo Cattaneo, Walter Esposito, Franco Felice, Luciano Fiaschi, Davide Riboli Andrea Zuccolo; produzione Nostra Signora S. R.l. – RAI; durata 62 min; trasmesso il 25/11/1990, Rai 3.

### Radiofonia
- Amleto; da Shakespeare e Laforgue, 1974.

### Discografia
- Carmelo Bene in Hamlet suite – spettacolo-concerto; collage di testi e musiche di C.B.; interprete[2] principale C. B.; Kate-Ofelia: M. Chiarabelli, P. Boschi; mixer P. Lovat; assistente L. Viglietti; produzione a cura di M. Bavera; registrato al Teatro Morlacchi di Perugia il 25 novembre 1994, Nostra Signora S.r.l.